# راک‌دیل (کنتاکی)
راک‌دیل (به انگلیسی: Rockdale) یک منطقهٔ مسکونی در ایالات متحده آمریکا است که در شهرستان بوید، کنتاکی واقع شده‌است. راک‌دیل ۲۸۸٬۶۴۹ نفر جمعیت دارد و ۱۹۹٫۹۵ متر بالاتر از سطح دریا واقع شده‌است.